# Спивак, Эмилия Соломоновна
Эми́лия Соломо́новна (Семёновна) Спива́к (род. 18 ноября 1981[…], Ленинград) — российская актриса театра, кино и телевидения. Заслуженная артистка Российской Федерации (2025).

## Биография
Эмилия Соломоновна Спивак родилась 18 ноября 1981 года в Ленинграде. Отец — Семён (Соломон) Яковлевич Спивак, театральный режиссёр, Народный артист Российской Федерации.
В 2003 году окончила Санкт-Петербургскую государственную академию театрального искусства (СПбГАТИ) (класс Владислава Борисовича Пази). Играла в учебных спектаклях «Старший сын» (режиссёр — Юрий Бутусов) и «Кабаре» (режиссёр — Владислав Пази).
С 2004 года по настоящее время работает в Санкт-Петербургском государственном молодёжном театре на Фонтанке.
В 2005 году играла главную роль в спектакле «Пышка» по пьесе Василия Сигарева по мотивам одноимённой новеллы Ги де Мопассана в постановке Егора Товстоногова в Московском Художественном театре имени А. П. Чехова. Важными киноролями в карьере Спивак стали следователь прокуратуры Евгения Анатольевна в сериале «Тайны следствия» и дочь банкира Эсфирь Литвинова в фильме «Статский советник».
В 2012 году вышла замуж за своего однокурсника, актёра и режиссёра Эрнеста Тимерханова. Спустя несколько лет супруги развелись.

## Творчество

### Работы в театре

#### Учебные спектакли
- «Кабаре» (режиссёр — Владислав Пази) —
- «Старший сын» по одноимённой комедии Александра Вампилова (режиссёр — Юрий Бутусов) — Наталья Макарская, 34 года, секретарь суда, возлюбленная Васеньки

#### Санкт-Петербургский государственный молодёжный театр на Фонтанке
- 2003—2020 — «Отелло» по одноимённой пьесе Уильяма Шекспира (постановка — Семён Спивак, режиссёр — Алексей Утеганов) — Дездемона, дочь Брабанцио и жена Отелло
- 2006—2017 — «Синие розы» по пьесе «Стеклянный зверинец» Теннесси Уильямса (режиссёр — Лев Шехтман) — Лора Уингфилд, дочь Аманды
- 2009 (по настоящее время) — «Поздняя любовь» по одноимённой пьесе А. Н. Островского (режиссёр — Владимир Туманов) — Людмила
- 2013 (по настоящее время) — «Последнее китайское предупреждение» по пьесе «Добрый человек из Сычуани» Бертольта Брехта (режиссёр-постановщик — Семён Спивак) — Шен Де и Шой Да
- 2014 (по настоящее время) — «Наш городок» по одноимённой пьесе Торнтона Уайлдера (режиссёры-постановщики — Семён Спивак, Сергей Морозов) — Эмили Уэбб
- 2018 (по настоящее время) — «Звериные истории» по пьесе американского драматурга Дона Нигро (режиссёры — Семён Спивак, Сергей Яценюк, Наталья Архипова) — Мышь
- 2019 (по настоящее время) — «Нас обвенчает прилив» по пьесе Жана Ануя (режиссёры — Семён Спивак, Мария Мирош) — Жанетта

#### Московский Художественный театр имени А. П. Чехова
- 2005 — «Пышка» по пьесе Василия Сигарева по мотивам одноимённой новеллы Ги де Мопассана (режиссёр — Егор Товстоногов) — Элизабет Руссе, она же «Пышка», проститутка из руанского публичного дома[8]

### Фильмография
| Год       |   | Название                                | Роль |
| --------- | - | --------------------------------------- | --- |
| 2000—2009 | с | Тайны следствия (первый—восьмой сезоны) | Евгения Анатольевна Винокурова (с первого по второй сезон — следователь прокуратуры, с третьего по восьмой сезон — адвокат) |
| 2003      | ф | Повторение пройденного                  | Светлана Зарубина |
| 2004      | с | Улицы разбитых фонарей 6                | Аня, налоговый инспектор |
| 2005      | ф | Статский советник                       | Эсфирь Литвинова, дочь крупного банкира, возлюбленная Эраста Фандорина                                                      |
| 2006      | ф | Мосты сердечные                         | Ксения, владелица гостиницы «Мирандолина»                                                                                   |
| 2006—2008 | с | Гончие (первый—второй сезоны)           | Мадлен, хозяйка детективного агентства «Аркан», майор юстиции                                                               |
| 2007      | ф | 18-14                                   | Ольга, фрейлина |
| 2007      | с | Бухта страха                            | Марта Линк, троюродная сестра Линка                                                                                         |
| 2007      | с | Ворожея                                 | Маша, подруга Евгении |
| 2007      | ф | Трое и Снежинка                         | Катя Снежинка |
| 2008      | ф | Преданный друг                          | Инна |
| 2008      | ф | Придел Ангела                           | взрослая Женя |
| 2008      | с | Человек без пистолета                   | Тамара, медсестра |
| 2009      | ф | Летом я предпочитаю свадьбу             | Юлия |
| 2009      | ф | Ползёт змея                             | Елена Павловна, журналистка                                                                                                 |
| 2009      | с | Правило лабиринта: Плацента             | Александра |
| 2010      | ф | Вышел ёжик из тумана                    | Рита Золотницкая, лучшая подруга Лены Бобылёвой                                                                             |
| 2010—2013 | с | Гончие (третий—пятый сезоны)            | Мадлен, хозяйка детективного агентства «Аркан», майор юстиции, затем сотрудник разыскного отдела УФСИН, жена Горыныча       |
| 2010      | ф | Диагноз: Любовь                         | Вера |
| 2010      | с | Медвежий угол                           | Ольга Катунина, дочь лесника                                                                                                |
| 2011      | с | Дорогой мой человек                     | Инна Горбанюк |
| 2011      | с | Часы любви                              | Вера Митрофанова |
| 2011      | с | Жила-была Любовь                        | Люба |
| 2013      | с | Жена офицера                            | Наталья Шарко |
| 2013      | с | Процесс                                 | Марго, бывшая жена Сергея и любовница Махновского                                                                           |
| 2013      | с | Морские дьяволы. Смерч. Судьбы          | Вера Харитонова, пронырливая журналистка                                                                                    |
| 2015      | с | Чудны дела твои, Господи!               | Валерия, бывшая жена Андрея                                                                                                 |
| 2016      | ф | Вспомни меня                            | Ирина Потапова, подруга Лизы                                                                                                |
| 2016      | с | Мажор 2                                 | Алла Жаркова, девушка из высшего общества                                                                                   |
| 2016      | с | Спасатель                               | Мария Новикова |
| 2016      | с | Отель последней надежды                 | Надежда Звонарёва |
| 2017      | с | Крылья империи                          | Афина |
| 2017      | с | Лачуга должника                         | жена Кортикова |
| 2017      | с | Миллионерша                             | Маша Бурлюкова |
| 2017      | ф | Рассвет на Санторини                    | Нина |
| 2017      | с | Мельник                                 | Ирина |
| 2017      | ф | Анатомия драмы (короткометражный)       | официантка |
| 2018      | ф | Идеальная жена                          | Вика, мать-одиночка, подруга Валерии и любовница Андрея                                                                     |
| 2018      | с | Сорок розовых кустов                    | Саша, топ-менеджер московского банка, подруга Анны и Иветты                                                                 |
| 2019      | с | Чернов                                  | Ольга Сергеевна Родионова, капитан МВД                                                                                      |
| 2020      | ф | Спросите медсестру                      | Анна Геннадьевна |
| 2020      | ф | Тень дракона                            | Ольга |
| 2020      | с | Скрытые мотивы                          | Зоя |
| 2020      | с | Женщина наводит порядок                 | Анна Васильевна Вешкина, старший кассир в банке «СВН», невеста Михаила                                                      |
| 2020      | с | Казанова в России. Тайная миссия        | Марселина |
| 2020      | с | Агентство О.К.О.                        | Мария, любовница Никиты Кирсанова                                                                                           |
| 2021      | с | Воскресенский                           | Елена |
| 2021      | с | Любовь с первого взгляда                | Ева |
| 2021      | с | Алиса против правил                     | Кира |
| 2021      | с | Вопреки очевидному                      | Марина |
| 2021      | с | Детдомовка                              | Анастасия Кукушкина, детдомовка и преподавательница танцев                                                                  |
| 2021      | с | Доктор Иванов                           | Юлия |
| 2022      | с | Алекс Лютый. Дело Шульца                | Мария Елисеева |
| 2022      | с | Доктор Иванов 2. Жизнь после смерти     | Юлия |
| 2022      | с | Доктор Иванов 3. Чужая правда           | Юлия |
| 2022      | ф | Бизнес-план счастья                     | Вера |
| 2023      | с | Раневская                               | Екатерина Гельцер, балерина                                                                                                 |
| 2023      | с | Мёрзлая земля                           | Надежда Панова |
| 2023      | с | Отмороженные                            | Олеся |
| 2023      | ф | Агата и сыск. Выгодный риск             | Лидия Алабьева |
| 2024      | ф | Стрекоза над омутом                     | Софья Сорокина |
| 2024      | с | Алекс Лютый. Дело сирот                 | Мария Елисеева, жена Елисеева                                                                                               |

### Награды
- 2007 — победительница интернет-голосования на сайте Санкт-Петербургского государственного молодёжного театра на Фонтанке в номинации «Главная роль — актрисы 2007 года» — за роль Лоры Уингфилд в спектакле «Синие розы» по пьесе «Стеклянный зверинец» Теннесси Уильямса в постановке Льва Шехтмана на сцене Санкт-Петербургского государственного молодёжного театра на Фонтанке.
- 2007 — приз зрительских симпатий петербургского общества «Театрал» — за роль Лоры Уингфилд в спектакле «Синие розы» в постановке Льва Шехтмана на сцене Санкт-Петербургского государственного молодёжного театра на Фонтанке.
- 2009 — серебряная медаль Федеральной службы исполнения наказаний (ФСИН) за вклад в развитие уголовно-исполнительной системы России — за роль Мадлен в телесериале «Гончие».
- 2010 — лауреат высшей театральной премии Санкт-Петербурга «Золотой софит» в категории «Драматические театры» в номинации «Лучшая женская роль» — за роль Людмилы Маргаритовой в спектакле «Поздняя любовь» в постановке Владимира Туманова на сцене Санкт-Петербургского государственного молодёжного театра на Фонтанке[12].
- 2013 — лауреат III Российской национальной актёрской премии имени Андрея Миронова «Фигаро» в номинации «Лучшие из лучших» — за исполнение ролей на драматической сцене[3][13].
- 2016 — лауреат III Всероссийского фестиваля «Волжские театральные сезоны» в Самаре в номинации «Лучшая женская роль» — за роль Эмили Уэбб в спектакле «Наш городок» по одноимённой пьесе Торнтона Уайлдера (режиссёры-постановщики — Семён Спивак, Сергей Морозов) на сцене Санкт-Петербургского государственного молодёжного театра на Фонтанке[3].
- 2017 — приз за лучшую женскую роль в телесериале «Отель последней надежды» по результатам зрительского голосования на фестивале «Виват, кино России!».
- 2025 — Заслуженная артистка Российской Федерации — за большой вклад в развитие отечественной культуры и искусства, многолетнюю плодотворную деятельность[14].